# Жилякова, Эмма Михайловна
Э́мма Миха́йловна Жиляко́ва (дев. Лукиных; (род. 31 июля 1936, Сталинск, Кемеровская область) ― советский и российский литературовед, доктор филологических наук (1991). Заслуженный профессор Томского государственного университета (2011).

## Биография
Родилась Эмма Михайловна 31 июля 1936 года в Сталинске Кемеровской области. Эмма Жилякова в городе Сталинске окончила с золотой медалью женскую среднюю школу № 26. Поступила в 1954 году на историко-филологический факультет Томского государственного университета, который окончила в 1959 году. Работала в Томске учителем русского языка и литературы в средней школе № 1 с 1958 года, в 1960 году поступила заочно в аспирантуру Томского университета. В 1968 году Эмма Михайловна защитила кандидатскую диссертацию по теме «Особенности реализма драматургии А. Н. Островского 70-80-х годов», в 1991 году ― защитила докторскую диссертацию «Традиции сентиментализма в русской литературе 1840-х-1850-х годов: Ф. М. Достоевский, И. С. Тургенев».
В Томском государственном университете работала: с 1961 года лаборантом кафедры русской и зарубежной литературы, ассистентом (1966), старшим преподавателем (с 1971 года), доцентом (с 1972 года), старшим научным сотрудником (докторант) (1988), доцентом (1990). С 1992 года работает профессором кафедры русской и зарубежной литературы филологического факультета ТГУ. Читает курсы: история русской литературы XIX века (вторая и последняя треть); спецкурсы: «История русского театра», «Реализм А. П. Чехова», «Традиции сентиментализма в русской литературе XIX века», «История русской журналистики XIX века». Профессор Жилякова Э. М. занимается исследованиями литературы и культуры Сибири. Является автором более 150 научных работ, в том числе 2 монографий. Подготовила 16 кандидатов и 1 доктора наук.
Жилякова Эмма Михайловна получила Грант РГНФ № 04-04-00295 а (2004, 2005): «Переписка А. П. Елагиной и В. А. Жуковского как документ истории жизнестроения и памяти культуры».
Действительный член Академии гуманитарных наук (1998), член редколлегии Полного собрания сочинений В. А. Жуковского в 20-ти томах. Входит в состав докторского диссертационного совета (русская литература, русский язык) в Томском университете.

## Заслуги
- Медаль Пушкина (17 января 2005 год) — за достигнутые трудовые успехи и многолетнюю плодотворную деятельность[2],
- Лауреат Государственной премии РСФСР в области науки и техники за коллективную монографию «Библиотека В. А. Жуковского в Томске» (1991),
- Лауреат Премии Томского государственного университета (совместно с Ф. З. Кануновой, Н. Б. Реморовой и А. С. Янушкевичем) за коллективную монографию «Библиотека В. А. Жуковского в Томске» (1985); за монографию «Традиции сентиментализма в творчестве раннего Ф. М. Достоевского» (1993),
- Лауреат конкурса Томской области в сфере образования (1995, 2001),
- Почётный работник высшего профессионального образования Российской Федерации,
- Заслуженный профессор Томского государственного университета (2011),
- Медаль «За заслуги перед Томским государственным университетом» (1998),
- Диплом лауреата конкурса Томской области в сфере образования и науки (2000, 2003)
- Грамота Министерства образования России (2004).

## Область научных интересов
- Процессы жанровой динамики в русской литературе XIX века.